# Xenomigia concinna
Xenomigia concinna är en fjärilsart som beskrevs av Paul Dognin 1911. Xenomigia concinna ingår i släktet Xenomigia och familjen tandspinnare. Inga underarter finns listade i Catalogue of Life.